# Magdalena Amenábar Folch
Magdalena Amenábar Folch (23 de diciembre de 1962) es una soprano chilena y académica chilena. Entre 2020 y 2023 fue Vicerrectora de Comunicaciones y Extensión Cultural de la Pontificia Universidad Católica de Chile.

## Biografía
La soprano chilena es hija del ingeniero y compositor de música electroacústica Juan Amenábar, uno de los precursores de la música electroacústica en Chile, y de la actriz Eliana Simpson (Eliana Folch Salinas). Es casada con el periodista Juan Antonio Muñoz.
Se formó como soprano y como actriz en la Universidad de Chile, en una primera etapa, dando término a sus estudios como Licenciada en Música y como intérprete en la  Pontificia Universidad Católica de Chile.
Prosigue sus estudios con especialistas en el extranjero  en las áreas que ha abordado como intérprete y como formadora: Interpretación teatral y vocal, en Budapest, Hungría, con la soprano Sylvia Sass (1992); lieder y estilo mozartiano, en Schwäwisch Hall, Alemania, con la profesora Heide Rose Schwestveger (1992); Música inglesa del Renacimiento, en York, Inglaterra, con los profesores Alison Crum y John Bryan, del Rose Consort of Viols (1998); Vocalidad e interpretación dramática de la música italiana de los siglo XVII y XVII, en Florencia y Artimino (Italia), con la musicóloga y cantante Nella Anfuso (1999); e Interpretación y estilo barroco, en Buenos Aires, Argentina, con el profesor Sergio Pelacani (1999 y 2000).

## Trayectoria profesional
Ha desarrollado una destacada carrera como cantante, especializándose fundamentalmente en música de cámara y en música antigua.
Desarrolla su interés por la interpretación y la investigación en forma paralela. Su trabajo ha consistido en dar a conocer aspectos poco difundidos o simplemente ignorados de la música vocal, a través de programas unitarios en los que fusiona la música con diversos aspectos del teatro y la literatura.
De ese trabajo han surgido series de recitales entre los que destacan los dedicados a las partituras compuestas sobre textos de William Shakespeare y otros dramaturgos isabelinos: ‘‘Shakespeare’s Kingdom’’ (1999), ‘‘Shakespeare, palabras para cantar’’ (1999); ‘‘Shakespeare in voice’’ (1999, 2000 y 2001) y ‘‘Shakespeare my Shakespeare’’ (2001) están construidos sobre música desde el siglo XVI al siglo XX.
Ha efectuados estrenos absolutos para Chile de partituras originales de obras como ‘‘Doctor Faustus’’ (con texto de Marlowe); Fünf Ophelia Lieder, de Johannes Brahms, único ciclo a capela compuesto por el músico para una representación teatral; “La mort d’Ophélie’’, en las versiones de Berlioz y Saint Saens; y ‘‘Ariel Songs’’, de Michael Tippett, realizadas para una puesta en escena de ‘‘Sueño de una noche de verano’’ en el Old Vic londinense, entre muchas otras. Todas ellas han significado un acucioso trabajo en The Globe-Shakespeare Centre (Londres) y otras bibliotecas europeas.
En esa misma línea de búsqueda de materiales ha creado recitales como ‘‘Donna Abbandonata”, acerca del mito de la mujer abandonada en el Barroco, con música de autores como Monteverdi, Caccini, Quagliati, Purcell y Haendel, sobre textos de Ariosto, Virgilio y otros (1998, 2001); ‘‘El retrato de Margarita’’, basado en ‘‘Fausto’’ y otros poemas de Goethe (1999); ‘‘El amor galante’’, con música del Renacimiento y el Barroco (1999); Corazón Barroco’’, centrado en la vocalidad italiana del seiscientos (2000); ‘‘Altri canti d’amor’’, que rescata el tema del amor profano y místico en la poesía y la música del barroco temprano (2001); ‘‘Fuegos fatuos’’, con partituras sobre dramas y comedias de Federico García-Lorca (2001); ‘‘Nuit d’étoiles’’, sobre textos de Víctor Hugo, Théodore de Banville, Verlaine y Rimbaud (2001); "O Primavera" (2003), y el ciclo dedicado a la figura de la Virgen María: ‘‘Vox Mater’’ (2000), ‘‘Alba María’’ (2001) y ‘‘Luz de Belén’’ (2001), e ‘‘In Cielo’’ (2003).
En estos conciertos ha estrenado en Chile obras como ‘‘Ave Maria’’ (Caccini); ‘‘Salve Regina’’ (Francesca Caccini); ‘‘Lamento d’Olympia’’ y ‘‘Exulta Filia Sion’’ (Monteverdi); ‘‘Dizente mis ojos’’, cantata en español de Haendel; ‘‘L’amante segreto’’ (Barbara Strozzi); ‘‘Tota Pulchra est’’, de Antonia Bembo; ‘‘Psyché’’, de Manuel de Falla; ‘‘Salve Regina’’, de Bellini, en su versión original para soprano y órgano, y ‘‘O Primavera’’, de Luzzasco Luzzaschi, entre muchas otras.
Este trabajo de interpretación e investigación le valió el Premio del Círculo de Críticos de Arte en el año 2000.
Siempre en su afán por dar a conocer obras poco difundidas, en el 2001 estrenó para Chile y América la primera versión (1781) del ‘‘Stabat Mater’’ de Luigi Boccherini, para soprano y quinteto de cuerdas. La partitura original de esta pieza se encuentra en la Biblioteca del Congreso de Washington. En agosto de 2005 fue invitada por Nella Anfuso al Festival de Artimino en Italia, que se realiza en la Villa Medicea "La Ferdinanda", para efectuar, junto al laudista Daniel Ganum, un recital de música inglesa del Renacimiento.

### Agrupaciones musicales
Aparte de su labor como solista , ha trabajado con el grupo Voce Arcana —con Alma Campbell (clavecín), Hernán Muñoz (violín), Francisco Cortez (chelo) y Sergio León (flauta)— y del dúo “La Sfera Armoniosa”, con el laudista y tiorbista argentino Daniel Ganum. Ha sido parte de los conjuntos Ludus Vocalis y Estudio MúsicAntigua UC. Asimismo, ha actuado como invitada con agrupaciones como Ex Tempore, Syntagma Musicum, Calenda Maia e In Taberna.
Desde 2007 y hasta 2012 fue la vocalista del conjunto Old Fashion Jazz Band, dirigido por el clarinetista Alfredo Puga, agrupación que se dedica fundamentalmente explorar el jazz tradicional.
En 2009 lanzó —junto a los músicos Óscar Ohlsen (laúd), Octavio Hasbún (flauta) y Eduardo Figueroa (tiorba)— el álbum As you like it, con música del Renacimiento inglés escrita para las representaciones de dramaturgos isabelinos.
Ha realizado múltiples presentaciones del Concierto "Aires de Corte" a lo largo del país junto a Octavio Hasbún (flautas), Óscar Ohlsen (laúd) y Nicolás Gallego (Actor, percusiones). 

### Labor docente
Amenábar es profesora titular, de la Facultad de Artes en la Escuela de Teatro, de voz hablada, voz cantada y habilidades comunicativas orales de esa casa de estudios superiores.
Profundiza sus estudios en el área de las habilidades relacionales en la organización realizando un máster en Psicología de las Organizaciones y continúa su labor interpretativa dando permanente vida a nuevos repertorios.